# Christian Grafl
Christian Grafl (* 29. Oktober 1959 in Wien) ist ein österreichischer Jurist und Sachverständiger für Handschriftenuntersuchung.

## Leben
Von 1979 bis 1983 studierte er Rechtswissenschaften an der Universität Wien. Nach der Promotion 1983 zum Dr. iur. und der Habilitation 1999 für Kriminologie und Kriminalistik an der Universität Wien ist er seit 2011 Professor (gemäß § 99 Abs. 3 UG 2002) für Kriminologie und Kriminalistik am Institut für Strafrecht und Kriminologie der Universität Wien.
Seine Forschungsschwerpunkte sind Sanktionenforschung, insbesondere Diversion, Jugendkriminalität, Kriminalprävention und naturwissenschaftliche Kriminalistik.
Außerdem ist er allgemein beeideter und gerichtlich zertifizierter Sachverständiger für Handschriftenuntersuchung und ehemaliger Präsident sowie Ehrenmitglied der Gesellschaft für Forensische Schriftuntersuchung (GFS).

## Schriften (Auswahl)
- mit Ursula Medigovic (Hg.): Festschrift für Manfred Burgstaller zum 65. Geburtstag. Wien 2004, ISBN 3-7083-0180-3.
- mit Judith Stummer-Kolonovits: Reichweitenstudie – gemeinnützige Leistungen. Wien 2006, ISBN 3-7083-0291-5.
- mit Judith Stummer-Kolonovits: Modellversuch „Gemeinnützige Leistungen statt Ersatzfreiheitsstrafe“. Wien 2009, ISBN 978-3-7083-0580-6.
- Die Strafenpraxis bei Sexualdelikten in Österreich 1988 bis 2007. Wien 2009, ISBN 978-3-7083-0586-8.